# Gigi Lai Chi
Gigi Lai Chi (Hongkong, 1 oktober 1971) (jiaxiang: Guangdong, Zhaoqing, Sihui) is een Hongkongse TVB-serieactrice, zangeres en filmactrice.

## Biografie
Ze is de kleindochter van Lai Man-Wai, hij was een van de sleutelfiguren van de eerste generatie filmmakers en wordt daarom "Father of Hong Kong Cinema" genoemd. Gigi's vader werd doof geboren en toen haar familie rood stond op de bank, besloot ze om in de entertainment te gaan werken. Zo verdiende ze op veertienjarige leeftijd brood voor haar hele familie.
Nadat ze in de entertainment kwam ging ze zingen, ze maakte vele albums in de jaren negentig. Ze zong in het Standaardkantonees en Standaardmandarijn. Gigi werd populair door haar rol als "Smartie" in de populaire filmseries Young and Dangerous.
Na 2004 maakte ze vooral televisieseries voor TVB en ze won in dat jaar de TVB Most Popular Actress Award.

## Filmografie
- The Gem of Life (2008) (serie)
- The Ultimate Crime Fighter (2007) (serie)
- Life Art (2007) (serie)
- The Dance of Passion (2006) (serie)
- The Charm Beneath (2005) (serie)
- Healing Hands III (2004) (serie)
- Shades Of Truth (serie) (2004) (serie)
- War and Beauty (2004) (serie)
- Riches to Stitches (2004)
- Fate Twisters (2003)
- Doomed to Oblivion (2003)
- The Dark Side of My Mind (2003)
- Devil Face, Angel Heart (2002) - Wendy
- A Wicked Ghost III: The Possession (2002)
- For Bad Boys Only (2000)
- Okinawa Rendez-vous (2000) - Sandy
- Young and Dangerous 6: Born to Be King (2000) - Rong Yu
- For Bad Boys Only (2000)
- Fist Power (2000) - Hung
- Black Blood (2000)
- The Legend of the Flying Swordsman (2000) - Cher
- Man Wanted 3 (2000)
- Queenie & King the Lovers (2000) - Eliza
- Raped by an Angel 5: The Final Judgement (2000) - Nancy
- To Where He Belongs (2000)
- The Heavenly Sword and Dragon Sabre (2000)
- A Wicked Ghost (1999) - Cessy
- The Accident (1999)
- Troublesome Night 6 (1999) - Kwok Siu Heung
- Ninth Happiness (1998)
- Haunted Mansion (1998) - Ah Gi
- The Three Lustketeers (1998)
- Theft Under the Sun (1997) - Fai-fai
- 24 Hours Ghost Story (1997) - Siu Wan
- All's Well, Ends Well 1997 (1997) - Gigi
- Destination: 9th Heaven (1997) - Mona Chin
- Cause We Are So Young (1997) - Mimi
- The Criminal Investigator II (1996) (TV series) - Tammy
- Street of Fury (1996) - Yi
- Till Death Do We Laugh (1996) - Mill
- Young and Dangerous 3 (1996) - Smartie/Stammer
- Young and Dangerous 2 (1996) - Smartie/Stammer
- Young and Dangerous (1996) - Smartie/Stammer
- To Live and Die in Tsimshatsui (1994) - Moon
- Heroes from Shaolin (1993)
- Kung Fu Cult Master (1993) - Chow Chi Yu
- Secret Signs (1992) - Jackie
- A Wicked Ghost (1992)
- Wong Fei Hung Returns (1992)
- Lung tik tin hon (1992) (serie) - Chok Nga-Yan
- Queen of Gamble (1991) - Linda
- Queen of Gambler (1991)
- Spiritual Trinity (1991) - Hsiu-Shuan
- Queen of the Underworld (1991)
- Dragon in Jail (1990) - Winnie Sung
- United We Stand (1986)
- The Family Strikes Back (1986)
- Happy Ghost II (1985) - student

- Bibliothèque nationale de France: cb15046410j (data)
- International Standard Name Identifier: 0000 0000 0507 1394
- Library of Congress Control Number: no2014148073
- Virtual International Authority File: 32281323
- WorldCat: E39PBJh8HPrQ93W8PcK7KGWVYP